# Ga Bến xe Suối Tiên
Ga Bến xe Suối Tiên là một trong những nhà ga tàu điện của Tuyến số 1, nằm tại Bến xe Miền Đông mới, phường Đông Hòa, Thành phố Hồ Chí Minh.

## Lịch sử
Dự kiến khai trương vào tháng 7 năm 2024.

## Bố trí ga
| L1 Tầng ke ga                        | Ke ga 1                                               | ← L1 Tuyến 1 đi Đại học Quốc Gia (Hướng đi Bến Thành)                               |
| Ke ga đảo, cửa sẽ mở ở bên trái/phải |                                                       |                                                                                     |
| Ke ga 2                              | ← L1 Tuyến 1 đi Đại học Quốc Gia (Hướng đi Bến Thành) |                                                                                     |
| G Tầng trung chuyển                  | Tầng trệt                                             | Khu bán vé, khu thương mại, khu bộ phận kỹ thuật, khu cổng ra vào và cổng kiểm soát |

## Kết nối

### Xe buýt
Ga Đại học Quốc Gia kết nối với các tuyến xe buýt  56, 67, 76, 93, 150, 60-7, 61-9, 61-05 và 61-77 tại Bến xe Miền Đông mới; tuyến xe buýt  60-1 và 60-3 tại trạm Bến Xe Miền Đông Mới trên Xa lộ Hà Nội (Quốc lộ 1A).

## Vùng xung quanh
- Bến xe Miền Đông mới
- Nhà thờ Cao Thái
- Công đoàn Bác ái Cao Thái (Foyer de Charité de Cao Thái)